# Vůz B255 ČD
Vozy B255, číslované v intervalech 50 54 29–41 a 50 54 29–48, jsou řadou rychlíkových oddílových osobních vozů z vozového parku Českých drah. Jsou to bývalé vozy Bc842 a Bc833 upravené výhradně k sezení. Původní vozy byly vyrobeny v letech 1975 a 1978 ve východoněmecké vagónce VEB Waggonbau Bautzen.

## Vznik řady
Na počátku 90. let 20. století bylo několik vozů Bc upraveno na řadu B255. Úprava spočívala pouze v zavření kuchyňky.

## Technické informace
Jsou to neklimatizované vozy se skříní typu UIC-Y o délce 24 500 mm. Nejvyšší povolená rychlost těchto vozů je 140 km/h. Jsou vybaveny podvozky Görlitz Va se špalíkovou brzdou.
Vnější nástupní dveře jsou zalamovací, vnitřní přechodové jsou manuálně posuvné. Vozy mají polospouštěcí okna.
Ve vozech je devět oddílů po osmi místech k sezení, celkem tedy 72 míst. Sedačky jsou buď realizovány jako čtyřmístné lavice potažené červenou koženkou nebo jako samostatné sedačky.
Nátěr těchto vozů je přes okna zelený a zbytek je bílý.

## Modernizace
Do některých vozů byly od roku 2003 dosazeny původní sedačky z vozů BDhmsee448 a BDhmsee451. Byť oddíly jsou stále osmimístné, tak tyto sedačky mají alespoň loketní opěrky mezi všemi místy.

## Provoz
Provoz s cestujícími byl ukončen v roku 2014. Postupně (do roku 2018) byly všechny vozy zrušeny, na vyřazení z KOV čeká jeden vůz, po jeho vyřazení zanikne celá řada.